# آوات (آلماتی)
آوات (به قزاقی: Avat) یک منطقهٔ مسکونی در قزاقستان است که در شهرستان انبکچی‌قزاق واقع شده‌است. آوات ۵٬۶۷۰ نفر جمعیت دارد.